# Andreas Hinz (Pädagoge)
Andreas Hinz (* 1957) ist ein deutscher Erziehungswissenschaftler. Er war bis 2020 Hochschullehrer an der Martin-Luther-Universität Halle-Wittenberg für Allgemeine Rehabilitations- und Integrationspädagogik.

## Leben
Hinz studierte von 1978 bis 1983 auf das Lehramt zum Schwerpunkt Mittelstufe mit Geistig- und Körperbehindertenpädagogik an der Universität Hamburg, absolvierte 1983/84 den Vorbereitungsdienst für das Lehramt an Sonderschulen und wurde von 1986 bis 1998 wissenschaftlicher Mitarbeiter im Institut für Behindertenpädagogik der Universität Hamburg u. a. bei Hans Wocken bzw. abgeordneter Lehrer in der Arbeitsstelle Integration am Fachbereich Erziehungswissenschaft der Universität Hamburg.
Er war Mitglied der wissenschaftlichen Begleitungen der Schulversuche Integrationsklassen (1986–1991) und Integrative Grundschule (1991–1998). Nach Vertretungsprofessuren für Grundschulpädagogik (PH Ludwigsburg, 1995/96) und Allgemeine Sonderpädagogik (J.W. Goethe-Universität Frankfurt am Main, 1996–1998) arbeitete er 1998/99 als Sonderpädagoge in einer integrativen Klasse einer Haupt- und Realschule. Von 1999 bis 2020 war er Professor an der Universität Halle.
Hinz tritt für eine umfassende Weiterentwicklung der Integration behinderter Schüler zur Inklusion ein. Im Anschluss an den israelischen Pädagogen Yaacov Hecht, Gründer einer demokratischen Schule, spricht er sich für „pluralistisches Lernen“ aus, das von den herkömmlichen, einengenden Lernwegen abweicht. Die dominierenden Spielregeln fesselten nur die Menschen, wie es der Psychologe Klaus Holzkamp (1995) und der US-amerikanische Pädagoge Marshall B. Rosenberg (2004) gezeigt hätten.

## Schriften
- Heterogenität in der Schule: Integration – interkulturelle Erziehung – Koedukation, Curio, Hamburg 1993 [=Diss.]
- mit Ingrid Körner, Ulrich Niehoff: Auf dem Weg zur Schule für alle: Barrieren überwinden – inklusive Pädagogik entwickeln (3. Aufl. 2011), ISBN 978-3-88617-316-7
- mit Ines Boban: Inklusive Bildungsprozesse gestalten: Nachdenken über Horizonte, Spannungsfelder und Schritte (2017), ISBN 978-3-7727-1136-7
- mit Ines Boban (Hrsg.): Inklusion und Partizipation in Schule und Gesellschaft. Erfahrungen, Methoden, Analysen (Beltz 2020), ISBN 978-3-7799-6363-9